# Kalypso Media
Kalypso Media is een Duits computerspeluitgever gevestigd in Worms. Het bedrijf werd in 2006 opgericht.

## Ontwikkelstudio's
Kalypso Media bezit op het moment drie ontwikkelstudio's, allen gelegen in Duitsland. Daarnaast is Kasedo Games een aparte divisie van Kalypso verantwoordelijk voor het uitgeven van spellen die enkel digitaal beschikbaar zijn.
| Oprichting | Naam                                | Locatie              |
| ---------- | ----------------------------------- | -------------------- |
| 2008       | Realmforge Studios                  | München, Duitsland   |
| 2009       | Gaming Minds Studios                | Gütersloh, Duitsland |
| 2010       | Skilltree Studios (Noumena Studios) | Berlijn, Duitsland   |

## Uitgegeven spellen
Spellen uitgegeven onder Kasedo Games worden hieronder niet vermeld.
| Release | Titel                           | Platform                                                         |
| ------- | ------------------------------- | ---------------------------------------------------------------- |
| 2007    | Theatre of War                  | Windows                                                          |
| 2007    | Star Assault                    | Windows                                                          |
| 2007    | Campus                          | Windows                                                          |
| 2007    | Hollywood Pictures 2            | Windows                                                          |
| 2007    | Jack Keane                      | Linux, Mac OS X, Windows                                         |
| 2008    | Sins of a Solar Empire          | Windows                                                          |
| 2008    | Racing Team Manager             | Windows                                                          |
| 2008    | The Political Machine 2008      | Windows                                                          |
| 2008    | Imperium Romanum                | Windows                                                          |
| 2008    | AGON                            | Windows                                                          |
| 2009    | Ceville                         | Windows                                                          |
| 2009    | Grand Ages: Rome                | Windows                                                          |
| 2009    | Tropico 3                       | Windows, Xbox 360                                                |
| 2010    | M.U.D. TV                       | Windows                                                          |
| 2010    | DarkStar One: Broken Alliance   | Xbox 360                                                         |
| 2010    | Patrician IV                    | Windows                                                          |
| 2010    | Disciples III: Resurrection     | Windows                                                          |
| 2011    | Dungeons                        | Windows                                                          |
| 2011    | Elements of War                 | Windows                                                          |
| 2011    | The First Templar               | Windows, Xbox 360                                                |
| 2011    | Boulder Dash-XL                 | Nintendo 3DS                                                     |
| 2011    | Tropico 4                       | Windows, Xbox 360                                                |
| 2011    | Airline Tycoon 2                | Windows                                                          |
| 2012    | Jurassic Park: The Game         | Windows                                                          |
| 2012    | Jagged Alliance: Back in Action | Windows                                                          |
| 2012    | Port Royale 3                   | PlayStation 3, Windows, Xbox 360                                 |
| 2012    | Legends of Pegasus              | Windows                                                          |
| 2012    | Alien Spidy                     | PlayStation 3, PlayStation Vita, Windows, Xbox 360               |
| 2013    | Omerta - City of Gangsters      | Windows, Xbox 360                                                |
| 2013    | Rise of Venice                  | Windows                                                          |
| 2013    | Dark                            | Windows, Xbox 360                                                |
| 2013    | The Dark Eye: Demonicon         | PlayStation 3, Windows, Xbox 360                                 |
| 2014    | Tropico 5                       | Linux, OS X, PlayStation 4, SteamOS, Windows, Xbox 360, Xbox One |
| 2015    | Crookz                          | Linux, OS X, Windows                                             |
| 2015    | Dungeons 2                      | Linux, OS X, SteamOS, Windows                                    |
| 2015    | Grand Ages: Medieval            | Windows                                                          |
| 2016    | Offworld Trading Company        | Windows                                                          |
| 2016    | Air Conflicts: Double Pack      | PlayStation 4                                                    |
| 2017    | Sudden Strike 4                 | Linux, macOS, PlayStation 4, Windows, Xbox One                   |
| 2017    | Vikings: Wolves of Midgard      | PlayStation 4, Windows, Xbox One                                 |
| 2017    | Dungeons 3                      | Linux, macOS, PlayStation 4, Windows, Xbox One                   |
| 2018    | Railway Empire                  | PlayStation 4, Windows, Xbox One                                 |
| 2018    | Tropico 6                       | Linux, macOS, PlayStation 4, Windows, Xbox One                   |